# Parigi-Bourges 2004
La Parigi-Bourges 2004, cinquantaquattresima edizione della corsa e valevole come prova del circuito UCI categoria 1.2, si svolse il 7 ottobre 2004 su un percorso di 196,5 km. Fu vinta dal francese Jérôme Pineau che giunse al traguardo con il tempo di 4h12'28", alla media di 46,699 km/h.
Al traguardo 73 ciclisti portarono a termine il percorso.

## Ordine d'arrivo (Top 10)
| Pos. | Corridore           | Squadra         | Tempo    |
| ---- | ------------------- | --------------- | -------- |
| 1    | Jérôme Pineau       | La Boulangère   | 4h12'28" |
| 2    | Martin Elmiger      | Phonak          | s.t.     |
| 3    | Davide Rebellin     | Gerolsteiner    | s.t.     |
| 4    | Cédric Vasseur      | Cofidis         | a 2"     |
| 5    | Jörg Jaksche        | CSC             | s.t.     |
| 6    | Jurgen Van de Walle | Ch. Jacques     | s.t.     |
| 7    | Nicolas Fritsch     | Fdjeux.com      | a 7"     |
| 8    | Vladimir Gusev      | CSC             | a 5'01"  |
| 9    | Michael Albasini    | Phonak          | s.t.     |
| 10   | Aleksandr Bočarov   | Crédit Agricole | s.t.     |